# Biennale de Sydney

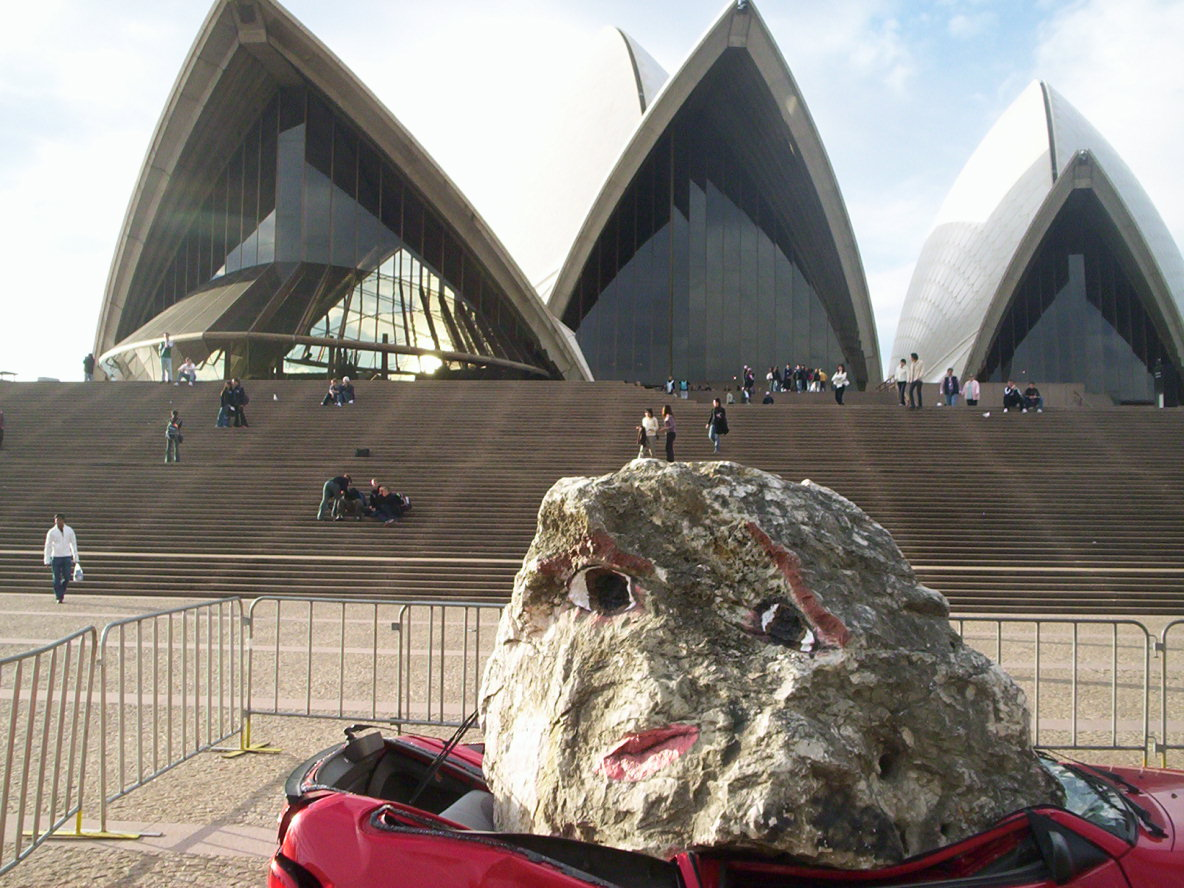
Still Life with Stone and Car, sculpture de Jimmie Durham (2004).

La Biennale de Sydney est un festival international d'art contemporain qui se tient tous les deux ans à Sydney, en Australie. Il s'agit d'un événement important et très fréquenté dans le domaine des arts visuels contemporains dans le pays. Aux côtés des biennales de Venise et de São Paulo et de Documenta, elle est l'une des plus anciennes expositions de ce type et a été la première biennale à être établie dans la région Asie-Pacifique.

## Historique
La Biennale de Sydney, lancée en 1973, a fait le pari de connecter directement l'Australie au monde de l'art euro-américain.
In 1973 the Biennale of Sydney held its first exhibition of 37 artists in the exhibition hall of the then newly opened Sydney Opera House.
- 1973, The Biennale of Sydney, Coordinateur,  Anthony Wintherbotham
- 1976, Recent International Forms in Art, Directeur artistique, Thomas G. McCullough
- 1979, European Dialogue, Directeur artistique, Nick Waterlow
- 1982, Vision in Disbelief, Directeur artistique, William Wright
- 1984, Private Symbol: Social Metaphor, Directeur artistique, Leon Paroissien
- 1986, Origins, Originality + Beyond, Directeur artistique, Nick Waterlow
- 1988, From the Southern Cross: A View of World Art c1940–1988, Directeur artistique, Nick Waterlow
- 1990, The Readymade Boomerang: Certain Relations in 20th Century Art, Directeur artistique, René Block
- 1992/3, The Boundary Rider, Directeur artistique, Tony Bond
- 1996, Jurassic Technologies Revenant, Directricer artistique, Lynne Cooke
- 1998, Every Day, Directeur artistique, Jonathan Watkins
- 2000, Comité international de sélection : Nick Waterlow (Chair), Fumio Nanjo, Louise Neri, Hetti Perkins, Sir Nicholas Serota, Robert Storr, Harald Szeemann.
- 2002, (The World May Be) Fantastic, Directeur artistique, Richard Grayson
- 2004, On Reason and Emotion, Curatrice, Isabel Carlos
- 2006, Zones of Contact, Directeur artistique et curateur, Charles Merewether
- 2008, Revolutions - Forms That Turn, Directrice artistique, Carolyn Christov-Bakargiev
- 2010, THE BEAUTY OF DISTANCE, Songs of Survival in a Precarious Age, Directeur artistique, David Elliott
- 2012, all our relations, Directeur et directrice artistiques, Catherine de Zegher et Gerald McMaster
- 2014, You Imagine What You Desire, Directrice artistique, Juliana Engberg
- 2016, The future is already here – it’s just not evenly distributed, Directrice artistique, Stephanie Rosenthal
- 2018, SUPERPOSITION: Equilibrium & Engagement, Directeur artistique, Mami Kataoka
- 2020, NIRIN, Directeur artistique, Brook Andrew
- 2022, rīvus, Directeur artistique, José Roca